# Landesschülerausschuss Berlin
Der Landesschülerausschuss Berlin (LSA Berlin) ist die oberste demokratisch legitimierte Vertretung der rund 350.000 Schüler in Berlin. Sie setzt sich für deren Rechte gegenüber dem Senat, dem Abgeordnetenhaus, den Lehrkräften und den Eltern ein.

## Aufbau

### Mitglieder
Im Landesschülerausschuss Berlin sind alle zwölf Berliner Bezirke mit jeweils zwei Mitgliedern vertreten. Diese werden von den einzelnen Bezirksschülerausschüssen delegiert. Insgesamt gibt es somit 24 gewählte Mitglieder. Der Landesschülerausschuss kann zusätzlich bis zu 24 Mitglieder kooptieren. Diese beratenden Mitglieder müssen Schüler sein, deren Schulen in die Begriffsbestimmung von Schule im Sinne von § 6 des Berliner Schulgesetzes fallen. Die Mitglieder dürfen Kooptierungen vorschlagen. Diese werden vom Gremium mit einfacher Mehrheit beschlossen.

### Vorstand
Der Vorstand besteht aus vier Mitgliedern:
Der Vorstandsvorsitzende ist als Repräsentant des LSA Berlin somit der Position des Landesschülersprechers gleichzusetzen. Der Koordinator für Öffentlichkeitsarbeit, der Koordinator für Inneres sowie der Koordinator für Finanzen und Recht sind stellvertretende Vorsitzende des LSA und somit 1., 2. und 3. stellvertretende Landesschülersprecher.
Die rechte Hand des Vorstands stellen die Referenten für Kooperation und für Social Media des LSA Berlin dar. Sie sind zur Teilnahme an Vorstandssitzungen berechtigt und unterstützt in Öffentlichkeitsarbeit sowie anderen Zuständigkeitsfeldern der Vorstandsmitglieder. Die Posten kommen durch Kooptierung in den Vorstand zustande und somit auch offen für beratende Mitglieder von staatlich anerkannten Ersatzschulen. Sie nehmen deshalb nicht die Funktion eines stellvertretenden Vorsitzenden des LSA Berlin ein. Es sind weitere Kooptierungen möglich.

## Gremien

### Gremiensitzungen
Die Sitzungen des Landesschülerausschusses finden einmal im Monat statt. Sofern das Gremium im Voraus nichts anderes bestimmt, sind die Sitzungen und Protokolle öffentlich (für alle Schüler des Landes einsehbar).

### Außenarbeit
Der Landesschülerausschuss organisiert Seminare für SV-Arbeit und Podiumsdiskussionen, um auf Missstände im Berliner Bildungssystem aufmerksam zu machen. Zudem tritt er bei vielen Veranstaltungen im Rahmen der Berliner Schulpolitik als Kooperationspartner auf und stimmt in seinen Sitzungen über Anträge ab, die jedes Mitglied des Landesschülerausschuss Berlin stellen kann.

## Gesetzliche Legitimation
In § 114 Absatz 1 Schulgesetz für das Land Berlin (SchulG) sind die Aufgaben der einzelnen Landesgremien festgelegt. Dort heißt es: „Sie [die Landesgremien] dienen der Wahrnehmung der schulischen Interessen der jeweiligen Gruppen […]“, demnach ist der LSA für die Vertretung der Interessen aller Berliner Schüler zuständig.